# 애나 윌슨존스
애나 윌슨존스(영어: Anna Wilson-Jones)는 잉글랜드의 배우이다.